# Hermann Salomon
Hermann Salomon (ur. 13 kwietnia 1938 w Gdańsku, zm. 11 czerwca 2020 w Moguncji) – zachodnioniemiecki lekkoatleta, który specjalizował się w rzucie oszczepem.
Czterokrotny uczestnik uniwersjad – Turyn 1959 (złoto z wynikiem 75,95), Sofia 1961 (5. miejsce – 72,59), Porto Alegre (srebro z wynikiem 77,78) i Budapeszt 1965 (4. miejsce – 76,36). Trzykrotnie brał udział w igrzyskach olimpijskich – Rzym 1960, Tokio 1964 i Meksyk 1968. Trzykrotny uczestnik mistrzostw Europy. Wielokrotny medalista mistrzostw Niemiec. Rekord życiowy: 83,48 (22 czerwca 1968, Paryż). Rezultat ten był wówczas rekordem Niemiec. 